# Château de la Valade (Bourdeilles)
Château de la Valade é um castelo construído nos séculos XVII e XVIII situado em Bourdeilles, Dordonha, Nouvelle-Aquitaine, na França.